# غابرييلا أورتيز
غابرييلا أورتيز، ملحّنة ومدرّسة موسيقى مكسيكية، مواليد عام 1964.

## سيرتها
ولدت غابرييلا أورتيز توريس في مدينة مكسيكو لوالدين كانا موسيقيين فلكلوريين. تعلّمت الموسيقى الفلكلورية في المنزل، ثم درست في باريس في المدرسة العليا للموسيقى. عادت إلى مكسيكو بسبب مرض والدتها. درست التلحين مع ماريو لافيستا في المعهد الوطني للموسيقى. أكملت دراستها في مدرسة جيلدهول مع روبرت ساكستون، وسيمون إيمرسون في جامعة لندن، حيث حصلت على شهادة الدكتوراة عام 1996. بعد أن أنهت دراستها، عملت في المدرسة الوطنية للموسيقى التابعة للجامعة الوطنية المستقلة في مدينة مكسيكو. كما درّست في جامعة إنديانا في الولايات المتحدة.

## أعمالها
- أوبرا Unicamente La Verdad 2010 libretto by Ruben Ortiz
- Magna Sin
- Patios أوركسترا
- Altar de Piedra طبول وأوركسترا
- Zocalo-Bastilla كمان، طبول وأوركسترا
- Altar de Muertos
- Zocalo Tropical فلوت، طبول وأوركسترا
- 100 Watts
- Seis piezas a Violeta
- Baalkah [5]
- Corporea (2015) موسيقى الغرفة، عزفتها "فرقة موسيقيو سان فرانسيسكو المعاصرة"

سجّلت مؤلفاتها الموسيقية وأصدرت في قرص مضغوط.

## وصلات خارجية
- غابرييلا أورتيز على موقع IMDb (الإنجليزية)
- غابرييلا أورتيز على موقع ميوزك برينز (الإنجليزية)
- غابرييلا أورتيز على موقع ديسكوغز (الإنجليزية)
- الموقع الرسمي
- Composer bio and recording of Corporea San Francisco Contemporary Music Players